# Lady in Satin
A Lady in Satin Billie Holiday amerikai  dzsesszénekesnő utolsó előtti befejezett lemeze (utolsó albuma, a Billie Holiday már csak halála után jelent meg). A lemez monó és sztereó formában is megjelent (CL 1157 és CS 8048 számmal). Az eredeti album producere Irving Townsend, hangmérnöke Fred Plaut volt.
A Legacy Records 1997. szeptember 23-án adta ki az új kiadást. A lemez felújított felvételekkel, és négy bónuszdallal jelent meg. A lemez 2000-ben került be a Grammy Hall of Fame-be.
Szerepel az 1001 lemez, amit hallanod kell, mielőtt meghalsz című könyvben. 2020-ban a  Minden idők 500 legjobb albuma listán a 317. helyen szerepelt.

## Az album dalai

### Első oldal
|    | Cím                               | Szerző(k)                                    | Hossz |
| -- | --------------------------------- | -------------------------------------------- | ----- |
| 1. | I'm a Fool to Want You            | Joel Herron, Frank Sinatra, Jack Wolf        | 3:23  |
| 2. | For Heaven's Sake                 | Elise Bretton, Sherman Edwards, Donald Meyer | 3:26  |
| 3. | You Don't Know What Love Is       | Gene DePaul, Don Raye                        | 3:48  |
| 4. | I Get Along Without You Very Well | Hoagy Carmichael                             | 2:59  |
| 5. | For All We Know                   | J. Fred Coots, Sam M. Lewis                  | 2:53  |
| 6. | Violets for Your Furs             | Tom Adair, Matt Dennis                       | 3:24  |

### Második oldal
|    | Cím                                               | Szerző(k)                      | Hossz |
| -- | ------------------------------------------------- | ------------------------------ | ----- |
| 1. | You've Changed                                    | Bill Carey, Carl Fischer       | 3:17  |
| 2. | It's Easy to Remember                             | Lorenz Hart, Richard Rodgers   | 4:01  |
| 3. | But Beautiful                                     | Jimmy Van Heusen, Johnny Burke | 4:29  |
| 4. | Glad to Be Unhappy                                | Lorenz Hart, Richard Rodgers   | 4:07  |
| 5. | I'll Be Around                                    | Alec Wilder                    | 3:23  |
| 6. | The End of a Love Affair (csak a mono változaton) | Edward Redding                 | 4:46  |

### Bónuszdalok az 1997-es kiadásról
|    | Cím                                            | Szerző(k)             | Hossz |
| -- | ---------------------------------------------- | --------------------- | ----- |
| 1. | I'm a Fool to Want You (3-as sztereó felvétel) | Herron, Sinatra, Wolf | 3:24  |
| 2. | I'm a Fool to Want You (2-es felvétel)         | Herron, Sinatra, Wolf | 3:23  |
| 3. | The End of a Love Affair                       | Edward Redding        | 9:49  |
| 4. | The End of a Love Affair (sztereó)             | Edward Redding        | 4:46  |

## Közreműködők
- Billie Holiday – ének
- Ray Ellis – hangszerelés és karmester
- George Ockner – hegedű és koncertmester
- David Soyer – cselló
- Janet Putnam – hárfa
- Danny Bank – fuvola
- Phil Bodner – fuvola
- Romeo Penque – fuvola
- Mel Davis – trombita
- J.J. Johnson – harsona
- Urbie Green – harsona
- Tom Mitchell – harsona
- Mal Waldron – zongora
- Barry Galbraith – gitár
- Milt Hinton – nagybőgő
- Osie Johnson – dobok
- Elise Bretton – háttérvokál
- Miriam Workman – háttérvokál